# Полтавський літературно-меморіальний музей Володимира Короленка

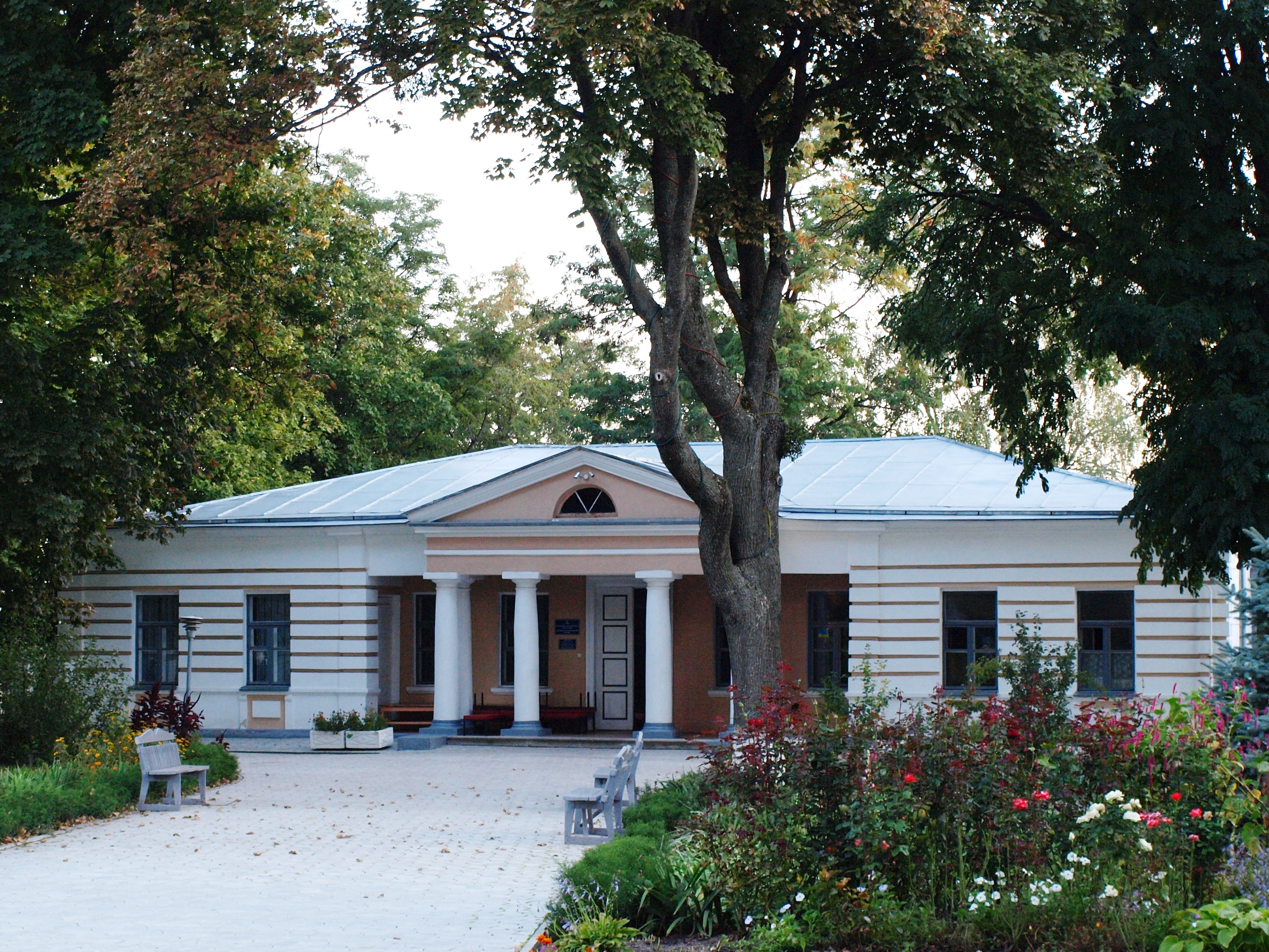
Полтавський літературно-меморіальний музей В. Г. Короленка, корпус № 2 (флігель)

Полтавський літературно-меморіальний музей В. Короленка — музей у Полтаві присвячений російському письменнику та публіцисту Володимиру Короленку. Знаходиться у зеленій зоні Шевченківського району на вулиці Короленка.

## Історія
Російський письменник Володимир Короленко жив у Полтаві з вересні 1900 року. У 1903 році він з родиною оселився у будинку на Мало-Садовій вулиці, що пізніше була перейменована на його честь. У цьому будинку Короленко помер 25 грудня 1921. Він був похований поряд зі своєю садибою, нині це територія міського парку «Перемога».
У 1928 році, з нагоди 75-річниці Короленка, окупаційною більшовицькою владою було організовано виставку «Життя і творчість Володимира Короленка». На її основі у 1940 році був створений музей, завідувачем якого була призначена донька Короленка — Софія.

## Колекція й експозиції
Нині до музейного комплексу входять: меморіальна садиба — пам'ятка історії кінця XIX–поч. ХХ століть, флігель, де міститься виставкова зала, та могила письменника і його дружини на території міського парку «Перемога».
Музейна експозиція містить понад 10 тисяч експонатів, серед яких особисті речі Короленка та його родини, велика бібліотека, твори образотворчого мистецтва, рукописи циклу сибірських оповідань, «Історії мого сучасника» тощо.

## Заходи

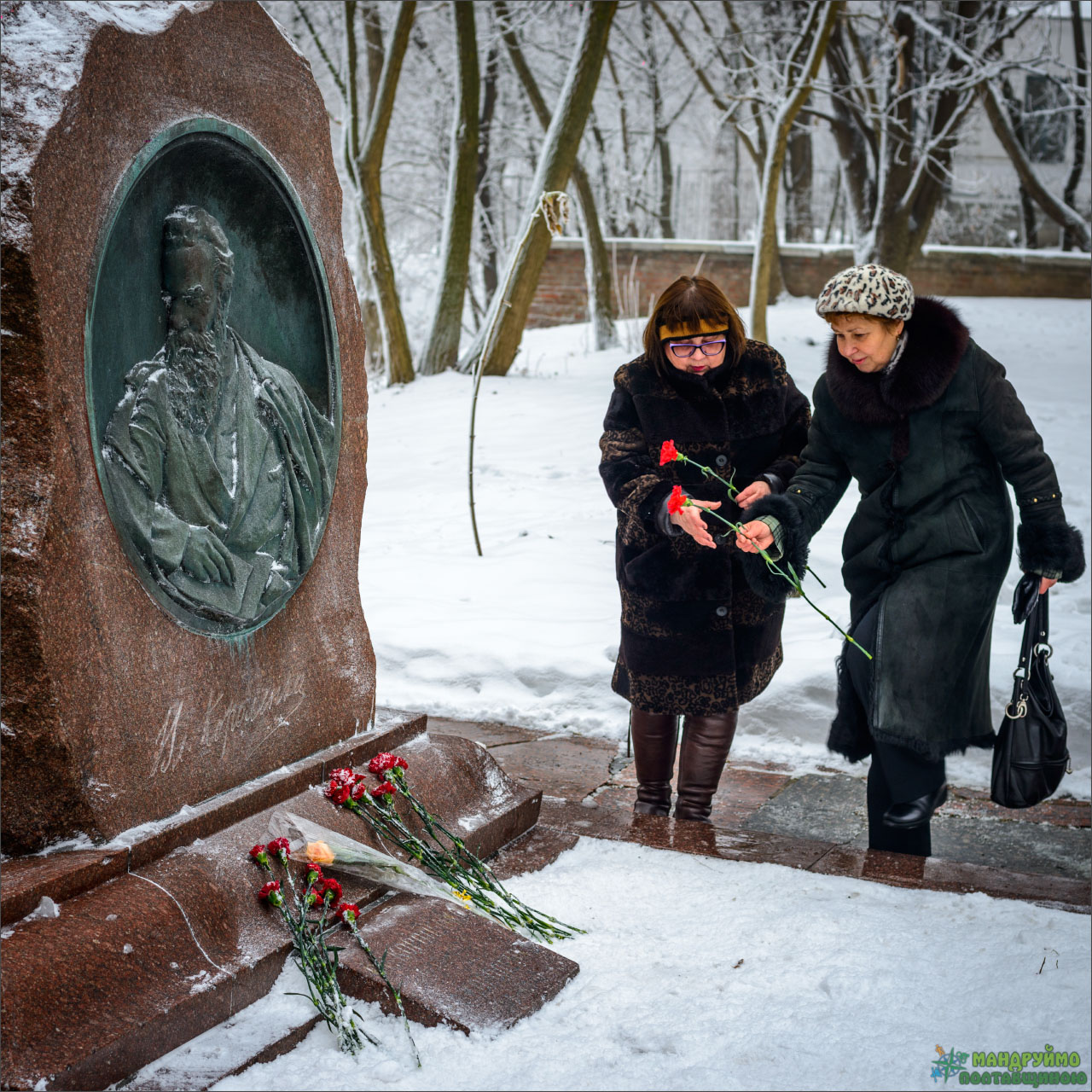
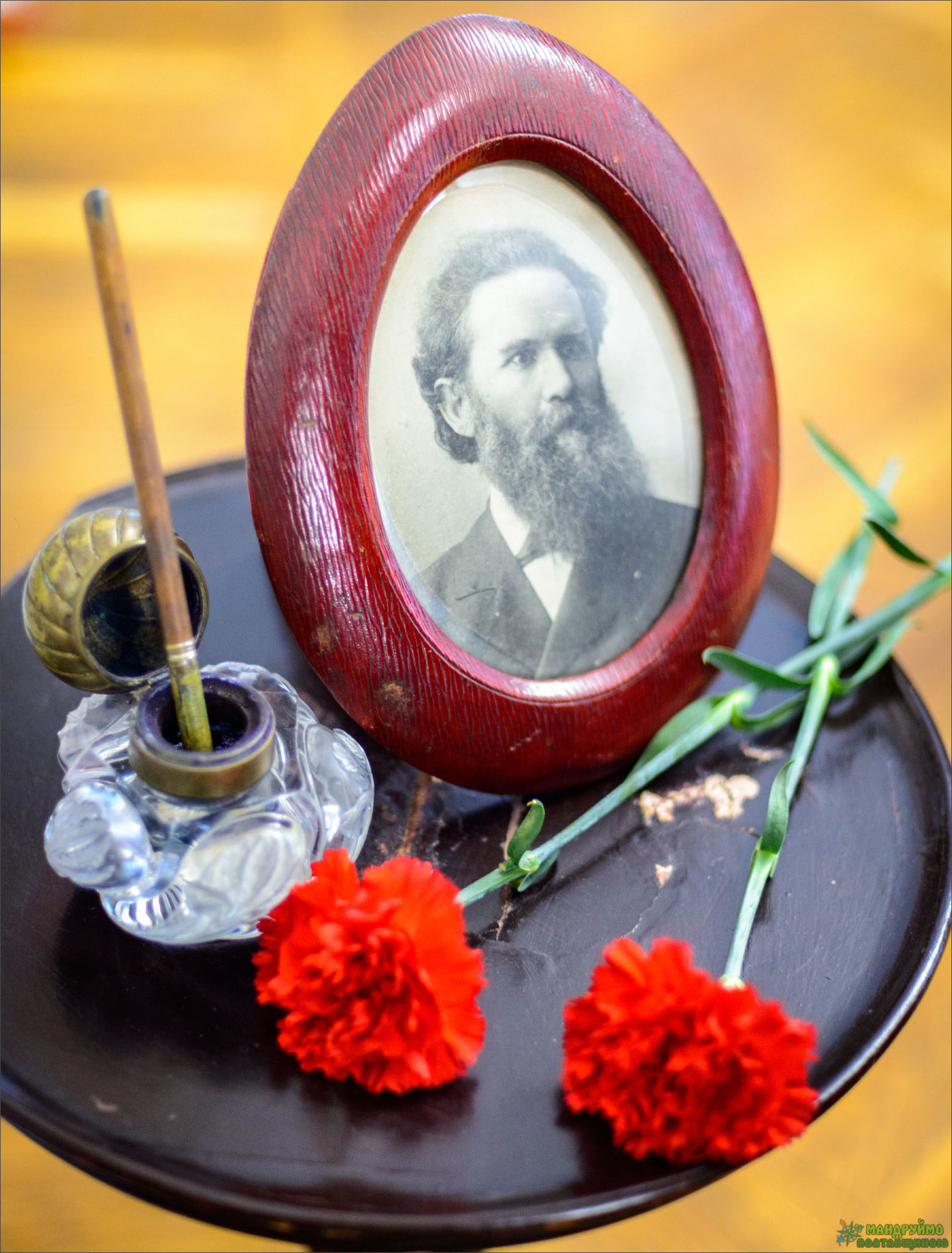
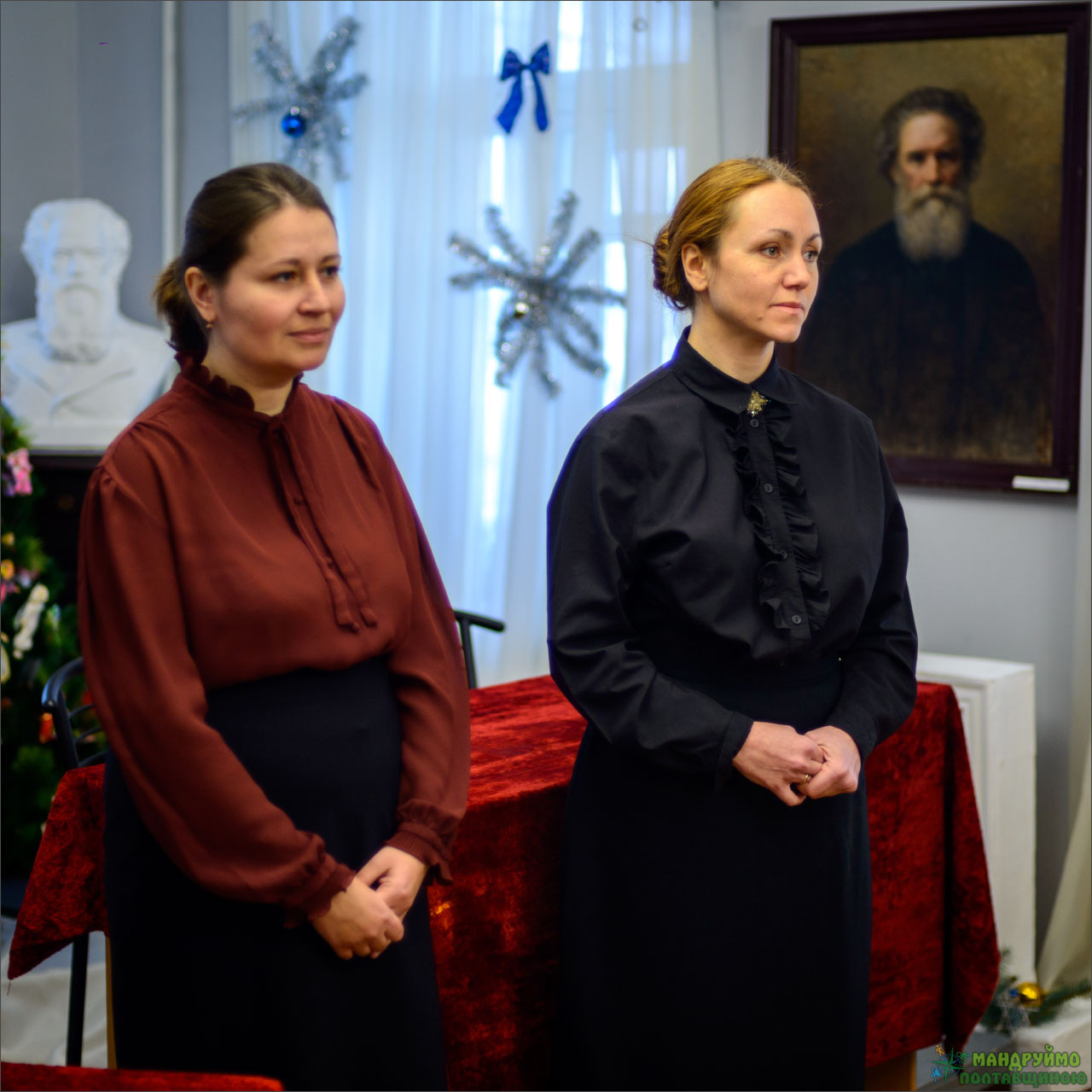
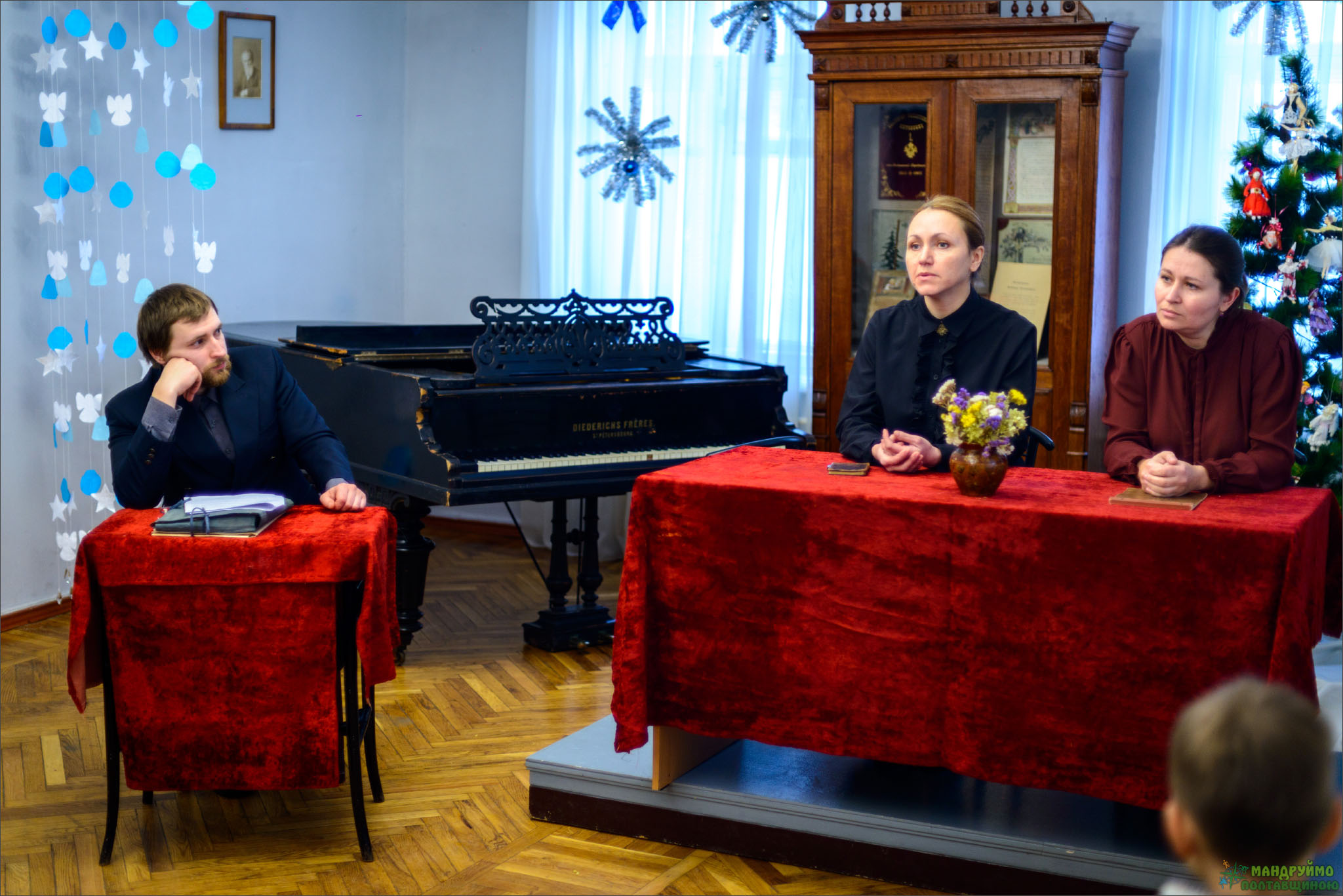

Працівники музею відродили традицію дому Володимира Короленка проводити літературно-мистецькі вечори, новорічні дитячі свята «Біля Короленківської ялинки».
- Науково-пізнавальний театралізований захід «Душа Короленківського дому», приурочений до 130-ї річниці від дня народження Софії Володимирівни Короленко, 11 листопада 2016 року.

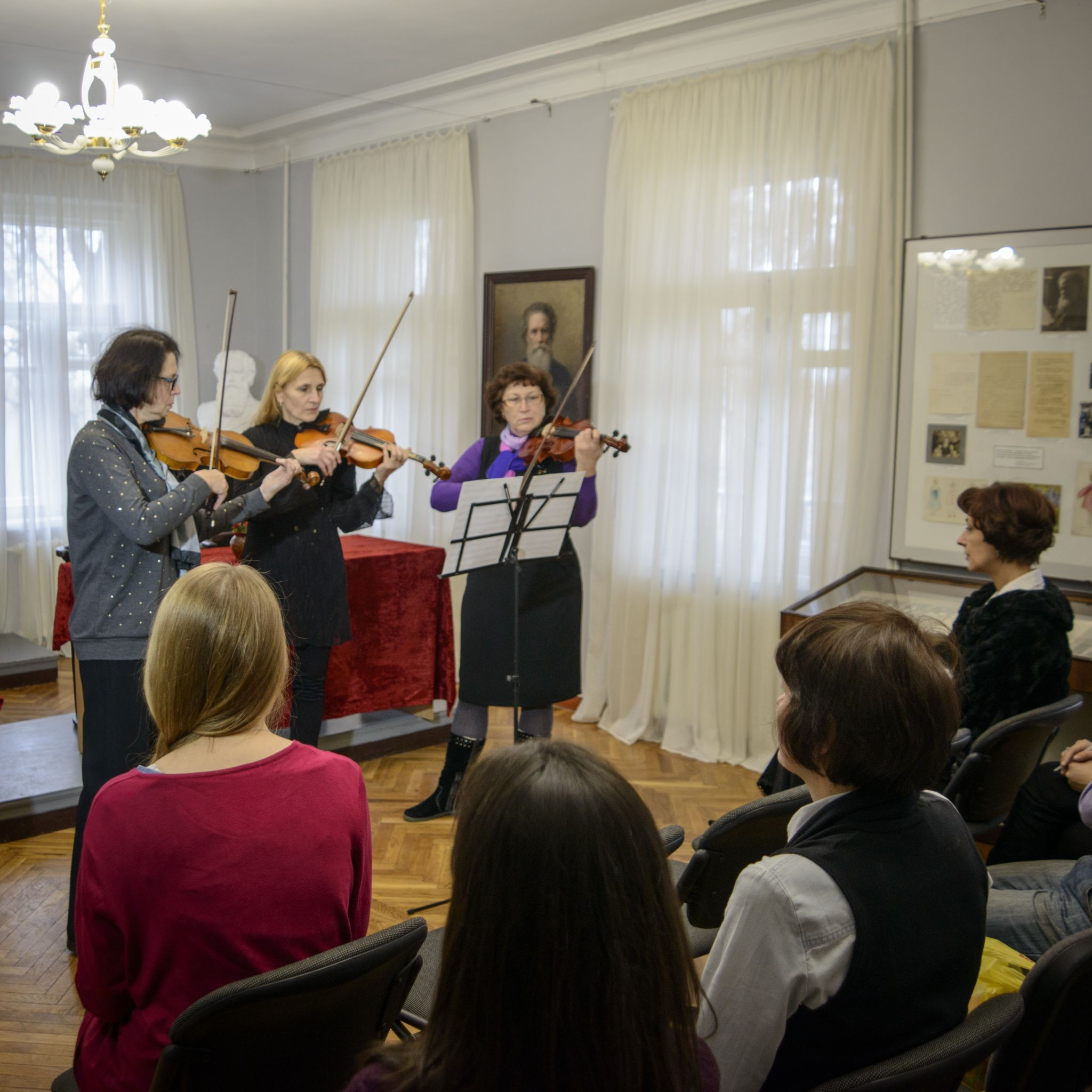
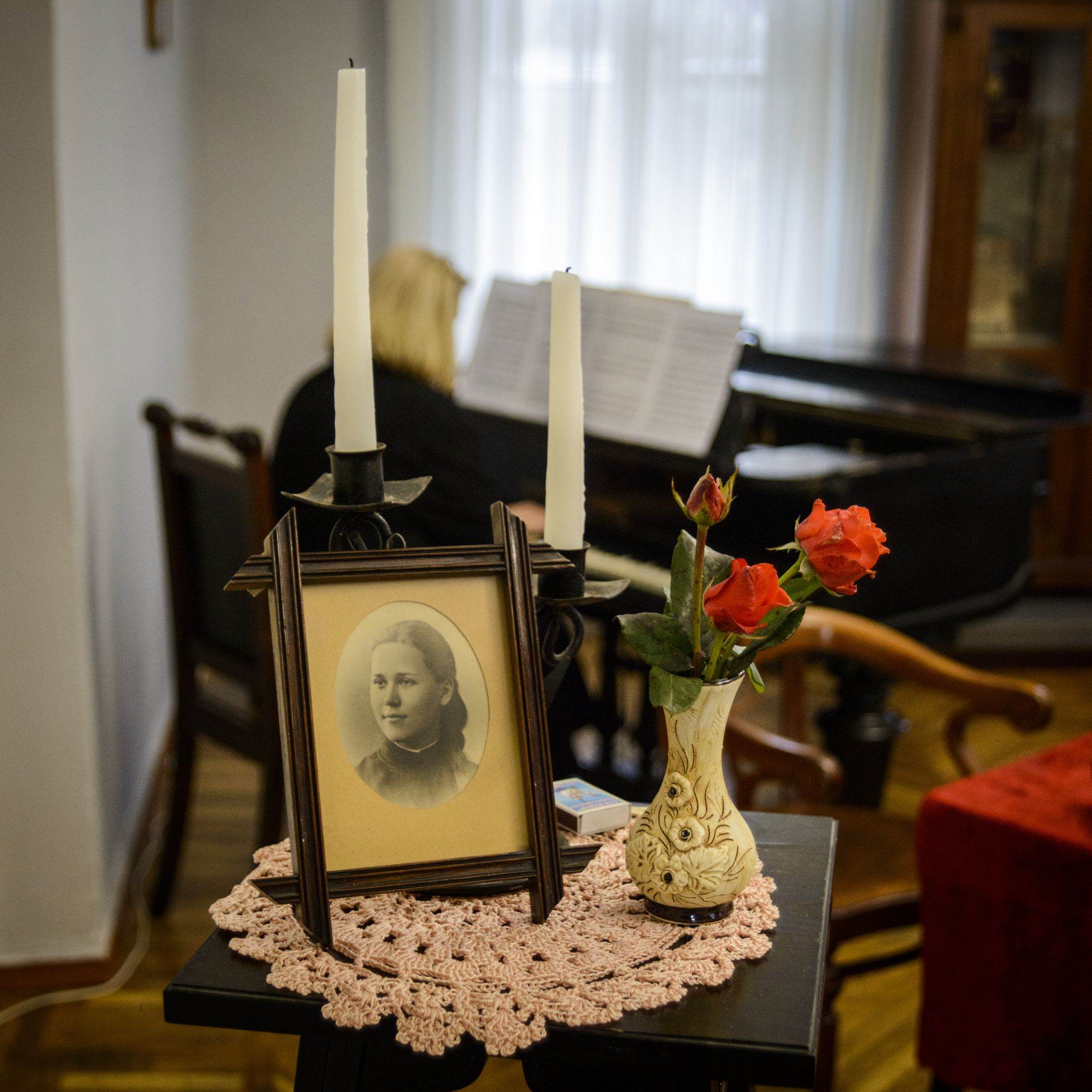
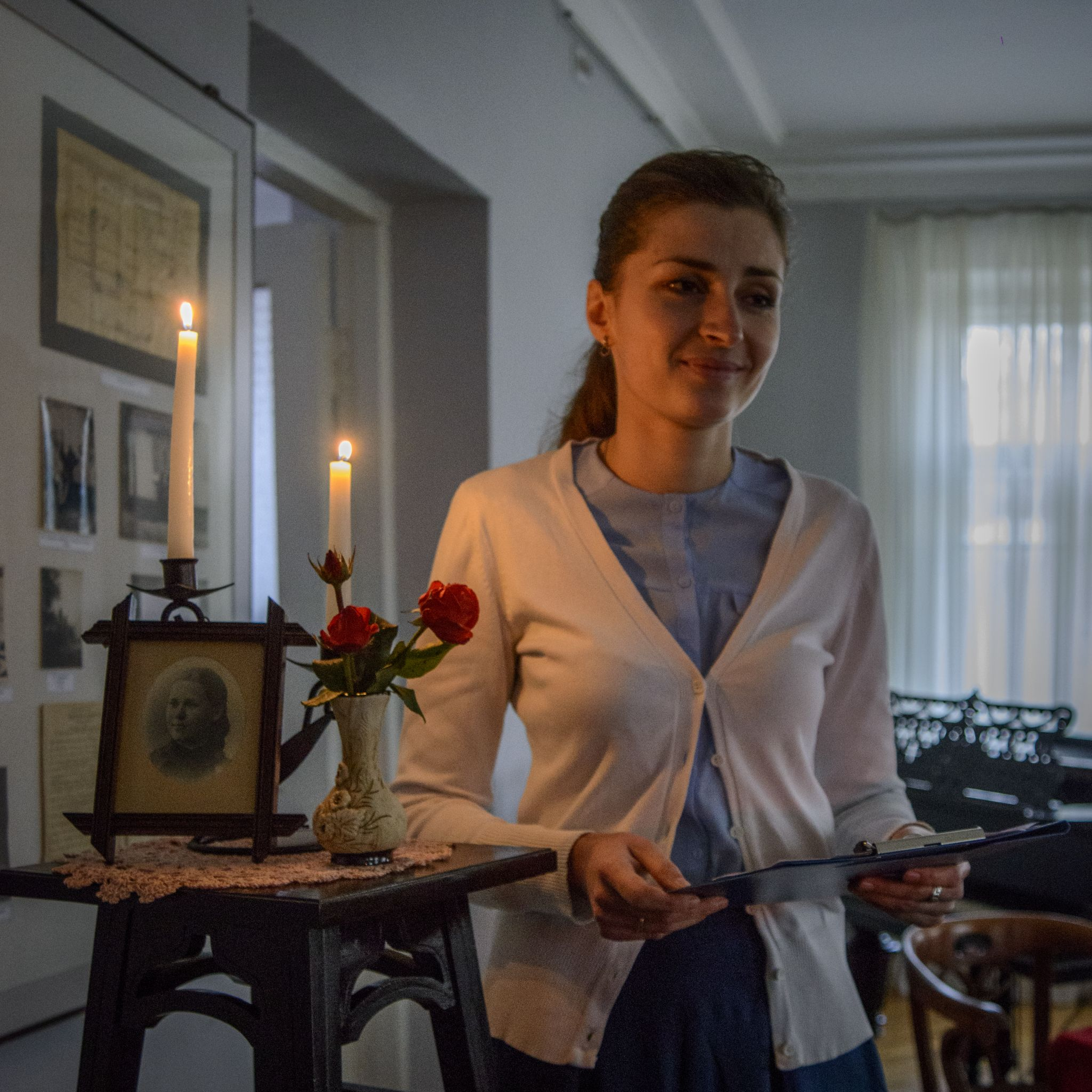
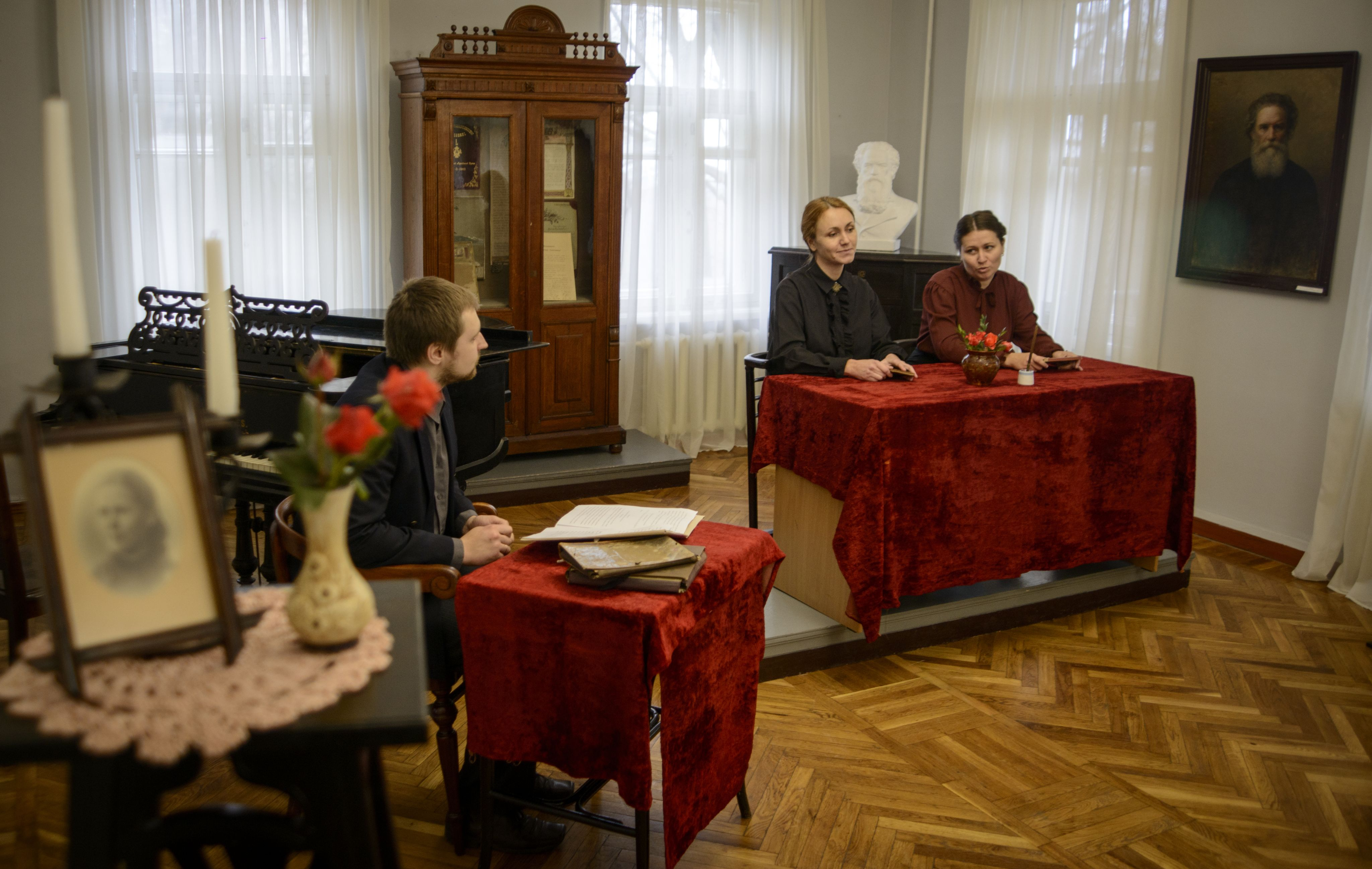
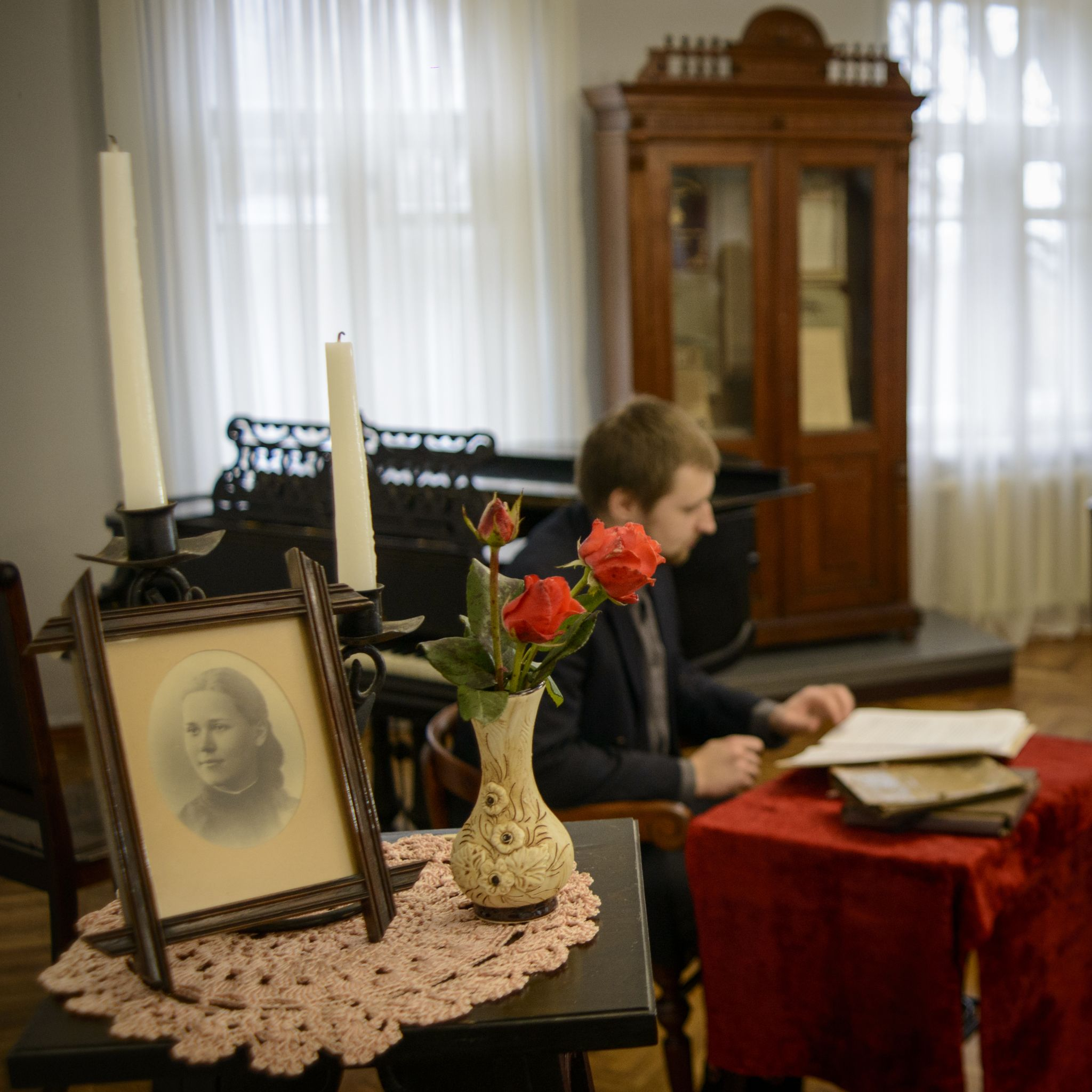
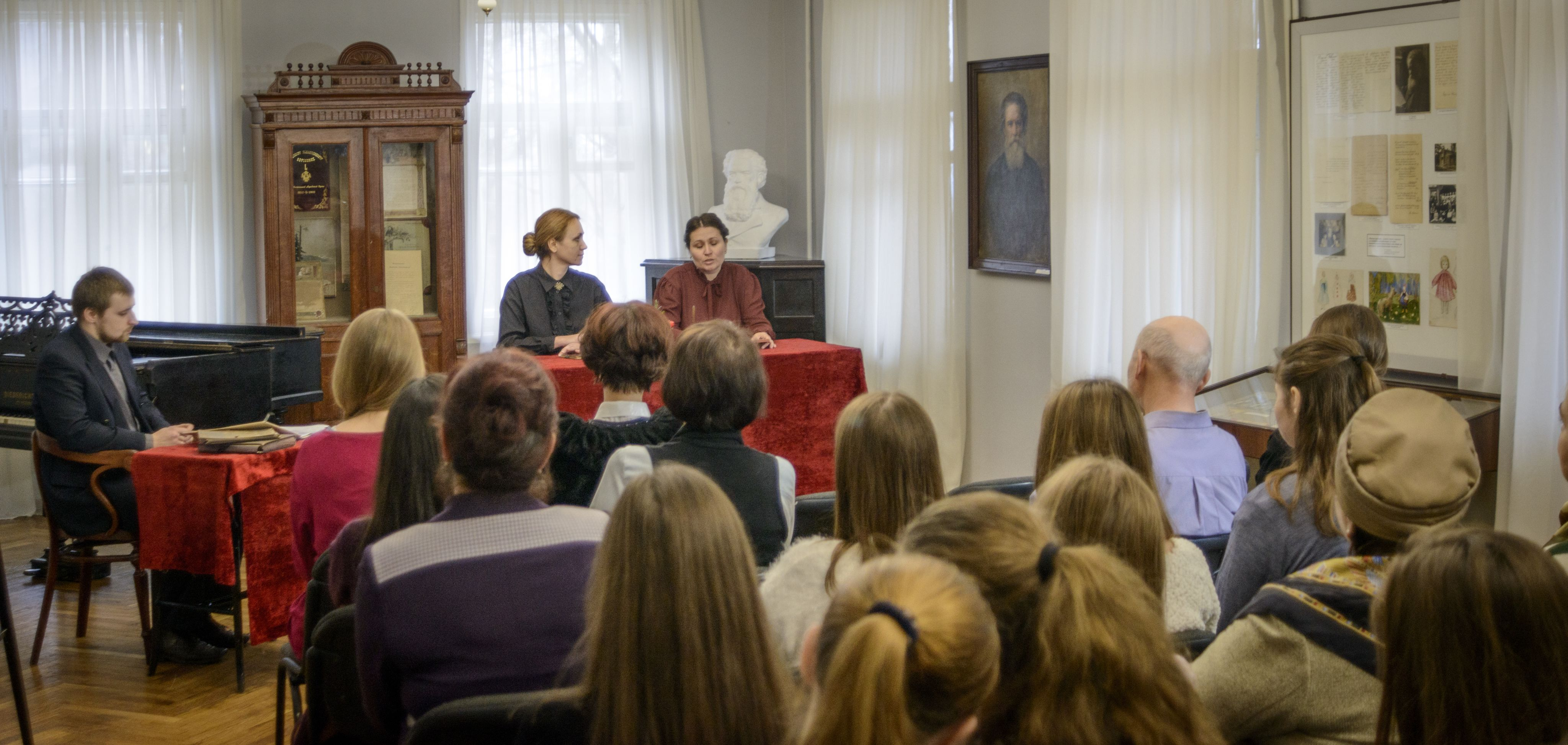
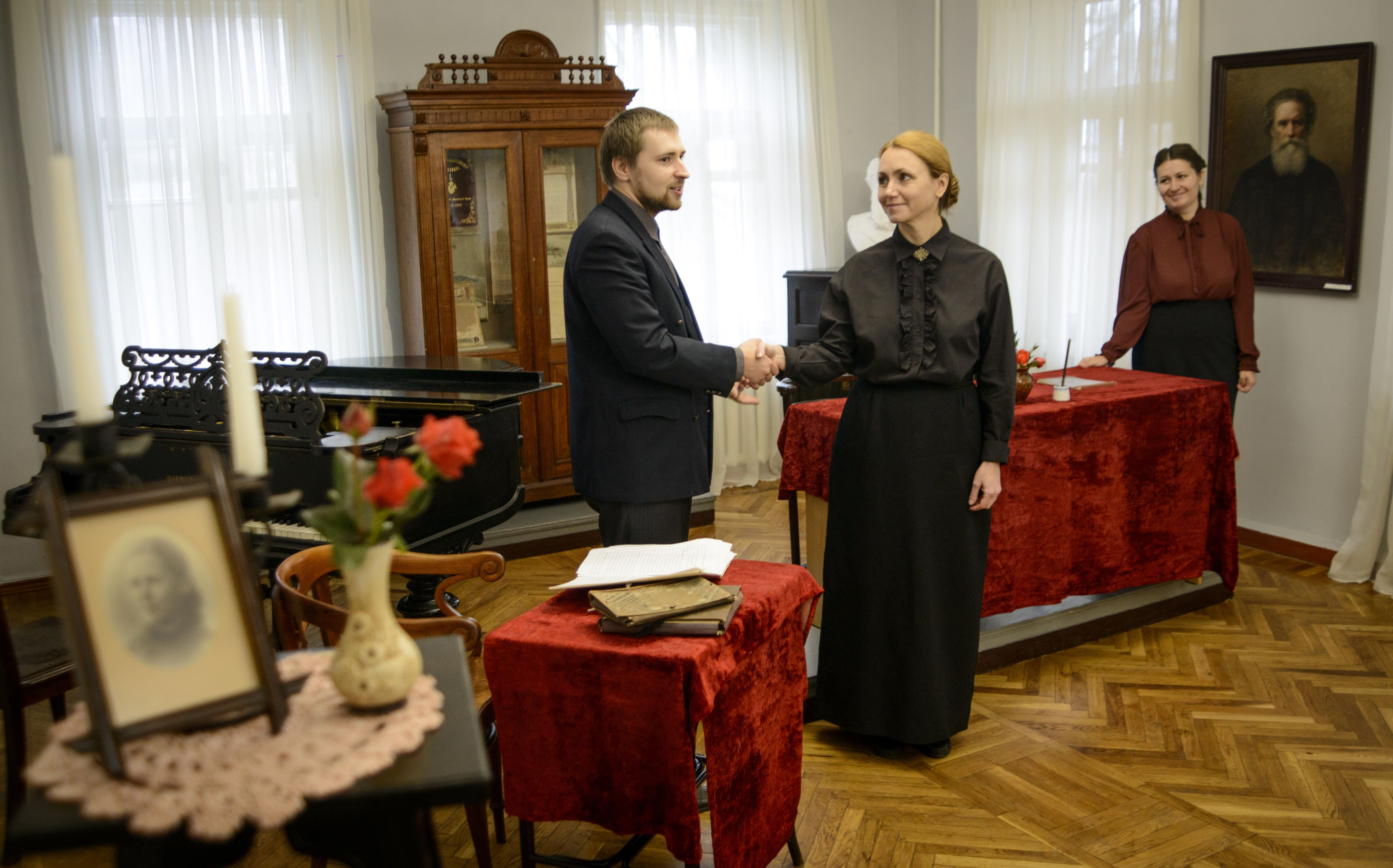
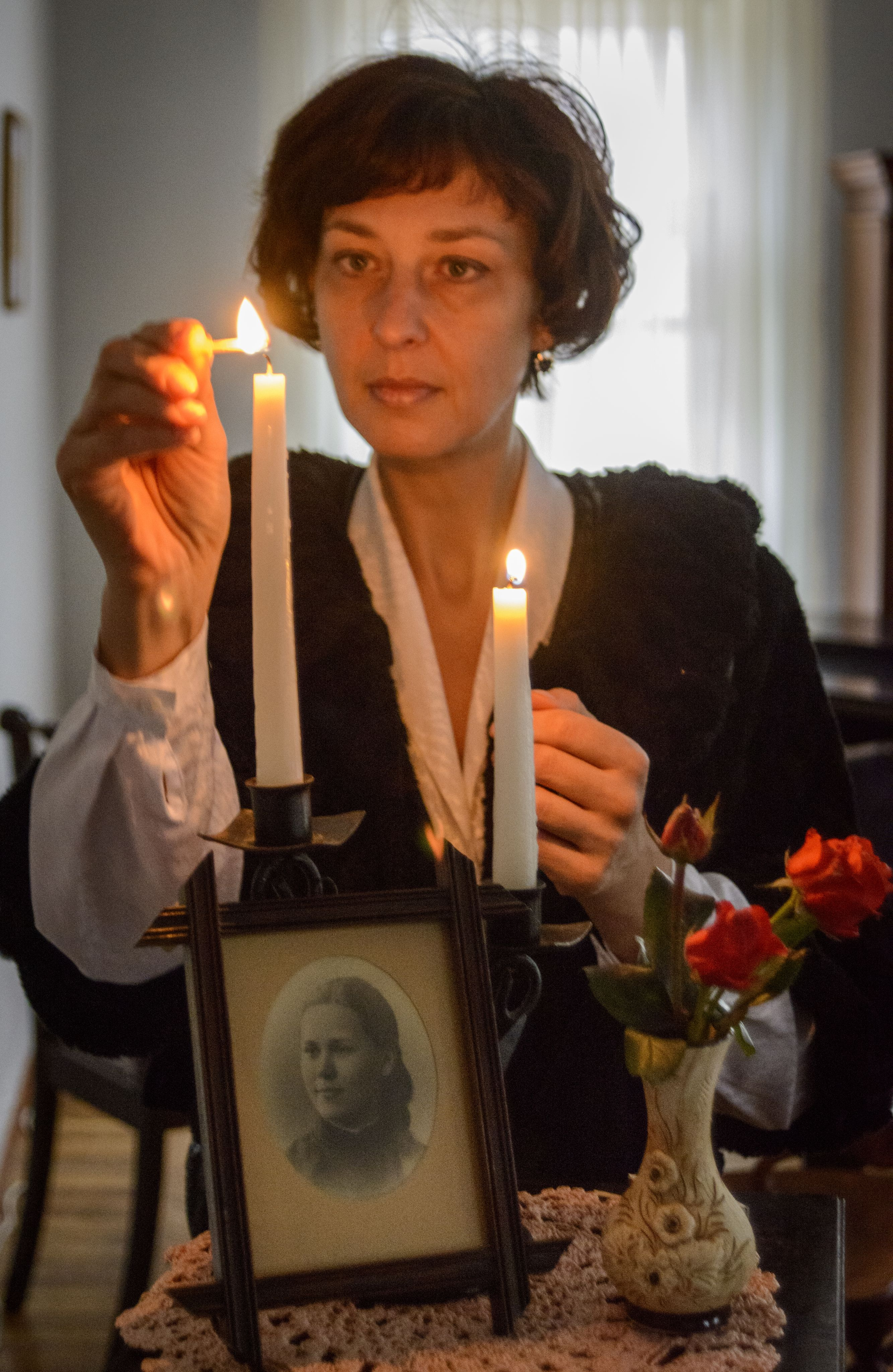
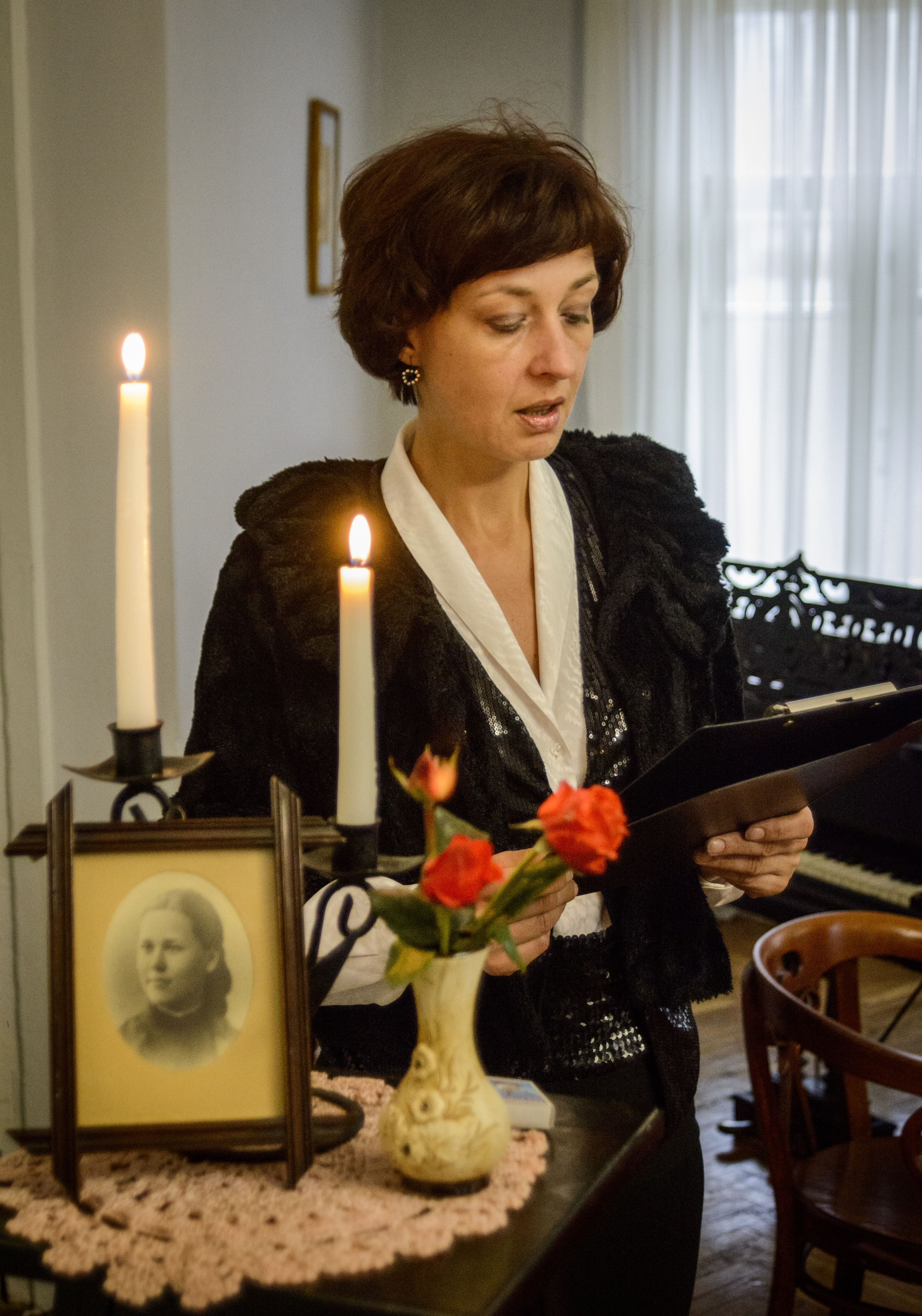
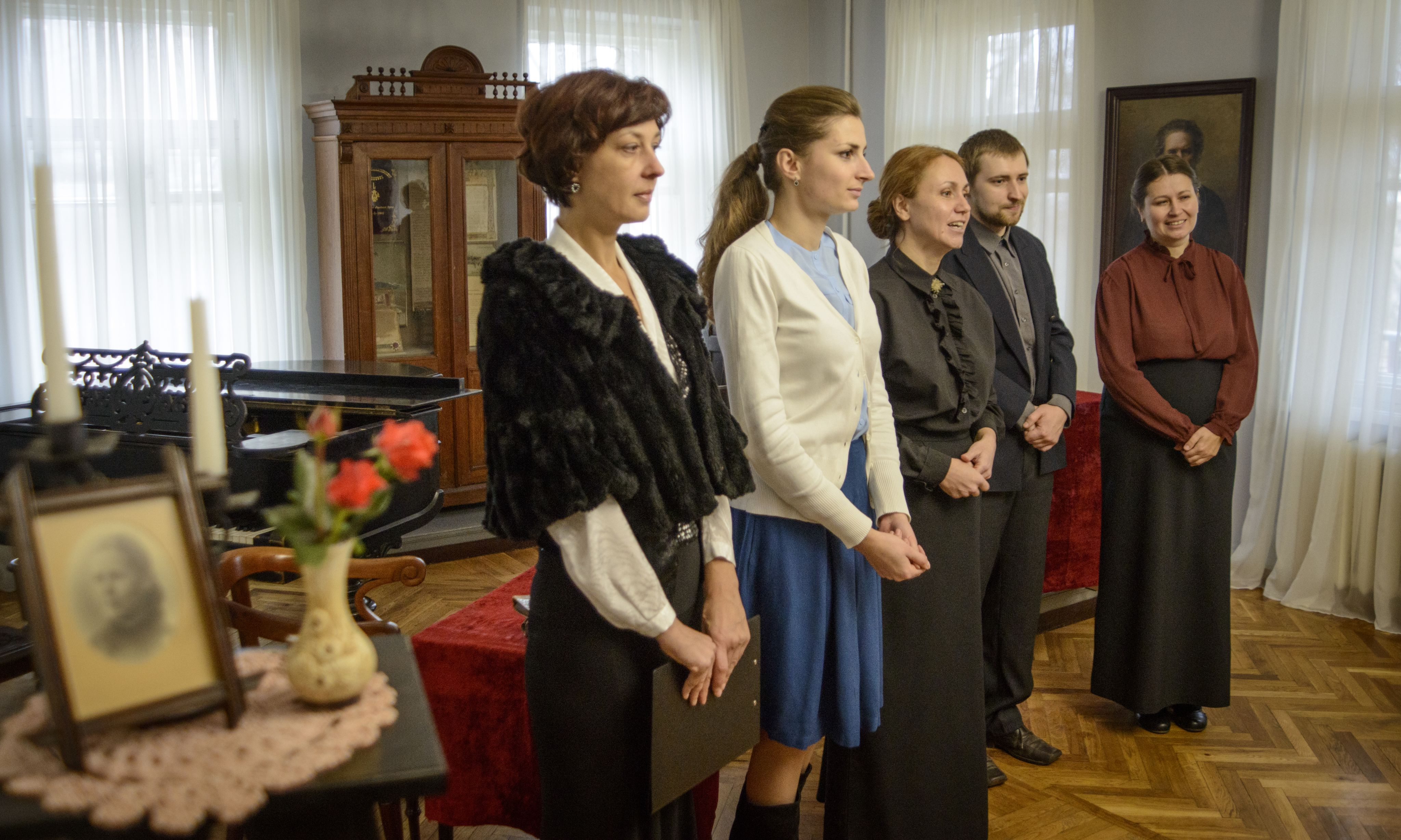

- Вечір пам'яті В. Г. Короленка, 23 грудня 2016 року.

## Цікаві факти

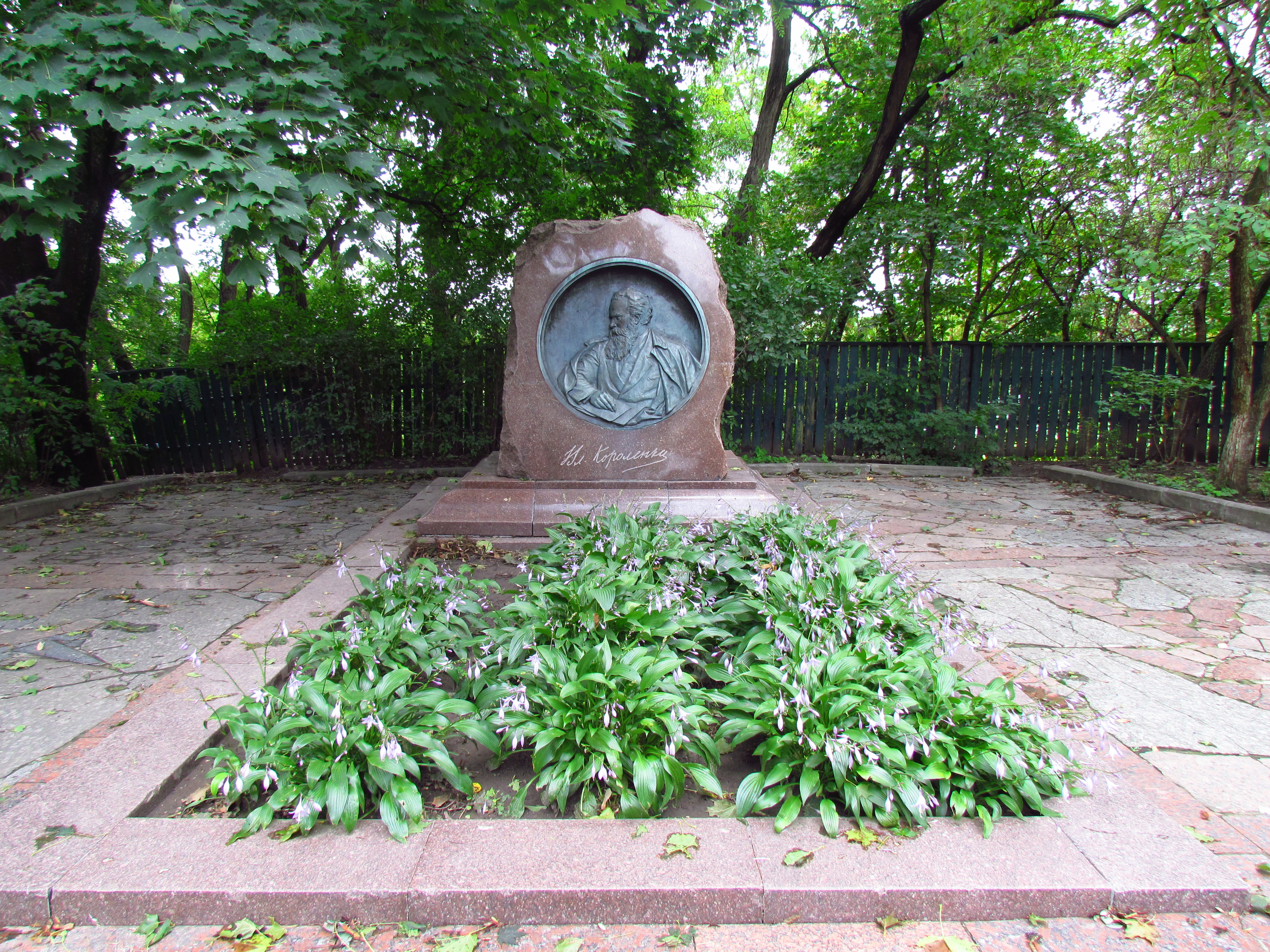
Могила В. Г. Короленка

У різні роки у садибі бували Іван Тобілевич, Панас Мирний, Михайло Коцюбинський, Валентин Катаєв, Іван Козловський.